# Hapoël Tel Aviv (basket-ball)
Pour les articles homonymes, voir Hapoël Tel Aviv.
Maillots
Le Hapoël Tel Aviv est un club omnisports israélien basé à Tel-Aviv, dont la section basket-ball appartient à la Liga Ha'al, soit le premier échelon du championnat israélien.

## Palmarès
| Compétitions nationales | Compétitions internationales         |
| - Championnat d'Israël : - Champion (5) : 1960, 1961, 1965, 1966, 1969. - Coupe d'Israël : - Vainqueur (4) : 1962, 1969, 1984, 1993. | - EuroCoupe : - Vainqueur (1) : 2025 |

## Joueurs et personnalités du club

### Entraîneurs
- 1970-1972 :  Haim Hazan
- 1975-1976 :  Haim Hazan
- 1978-1979 :  Yehoshua Rozin
- 1982-1983 :  Gershon Dekel
- 1991-1993 :  Ralph Klein
- 1998 :  Johnny Neumann
- 2003-2004 :  Erez Edelstein
- 2011-2013 :  Erez Edelstein
- 2014-2015 :  Oded Katash
- 2017-2019 :  Danny Franco (en)
- 2019-2020 :  Ariel Beit-Halahmy (en)
- 2020-2021 :  Ioannis Kastritis (en)
- 2021-2024 :  Danny Franco (en)
- 2024 :  Stefanos Dedas (en)
- depuis 2024 :  Dimítris Itoúdis

### Joueurs célèbres ou marquants
- Kelvin Gibbs
- Nate Robinson
- Meir Tapiro
- Nenad Marković
- Jonathan Skjöldebrand
- Vasilije Micić